# Purificador de água
Purificador de água é um aparelho de uso doméstico para remoção de possíveis agentes contaminantes, tendo como objetivo a melhoria da qualidade da água. Dentre as vantagens de um purificador de água estão a remoção de partículas sólidas, a redução do cloro e a inibição da proliferação de bactérias que causam odores e sabores indesejados à água.

## Utilidade
Os órgãos de distribuição e tratamento são responsáveis por garantir a qualidade da água destinada para o consumo humano. Existem localidades que dispõem de procedimentos de controle e de vigilância da qualidade da água garantidos por lei . Entretanto o que justifica a adoção de um sistema de purificação de água doméstico é a possibilidade de contaminação decorrente de problemas com encanamentos, com caixas d’água de tubulações mal conservadas,  ou outras circunstâncias, e também o uso em áreas remotas onde não existe tratamento da água.

## Purificação
O processo de descontaminação de grande dos purificadores de água comercializados ocorre dentro de um elemento filtrante, conhecido também como refil, ou simplesmente filtro, e geralmente se divide em três etapas:
1. Filtração – Nesta etapa o purificador retém impurezas suspensas na água como ferrugens dos encanamentos e de tubulações mal conservadas, areia, barro entre outras.
2. Esterilização – Nesta segunda etapa o aparelho ativa sua função bacteriostática inibindo a proliferação de microorganismos no seu interior, eliminando fungos, vírus, micróbios, e bactérias.
3. Adsorção – E para finalizar o processo, a adsorção elimina o cloro, outros metais encontrados na água, dentre alguns que podem causar malefícios, e ainda elimina o odor e gostos estranhos da água.

## Tipos
A semelhança entre cada purificador de água do mercado está na presença do elemento filtrante responsável pela melhoria da qualidade da água. Só que existem outras funções, em certos aparelhos, que vão além da purificação. Com isso encontramos os seguintes tipos de purificadores:
- Purificadores com abastecimento de água manual;[4]
- Purificadores com abastecimento via ponto da rede hidráulica domiciliar;[5]
- Purificadores para acoplamento em torneiras;
- Purificadores com sistema de refrigeração por compressor;[6]
- Purificadores com sistema de refrigeração eletrônico;
- Purificadores com sistema de refrigeração e aquecimento.